# Sintesi organica
La sintesi organica è la costruzione di molecole organiche attraverso processi chimici. Le molecole organiche hanno spesso un grado di complessità superiore ai composti inorganici, perciò la sintesi di composti organici è via via diventata uno dei più importanti aspetti della chimica organica. Le due grandi aree in cui è divisa la sintesi organica sono la sintesi totale e la metodologia.

## Sintesi totale
Una sintesi totale è la sintesi chimica completa di molecole organiche complesse, a partire da precursori facilmente disponibili in commercio. In una sintesi lineare vengono percorsi una serie di passaggi uno dopo l'altro, fino all'ottenimento della molecola desiderata. I composti chimici ottenuti prima del prodotto finale sono detti intermedi di sintesi.
Per molecole più complesse, si preferisce spesso una sintesi convergente. In questo caso, si sintetizzano separatamente diversi "pezzi" (intermedi chiave) del prodotto finale, che poi vengono uniti insieme verso la fine della sintesi.
Robert Burns Woodward, che per diversi esempi di sintesi totale (come la sintesi della stricnina) ha ricevuto il premio Nobel per la chimica nel 1965, è unanimemente riconosciuto come il padre della sintesi organica.

## Metodologia
Ogni passaggio di una sintesi coinvolge una reazione chimica: per ottenere una resa e una purezza soddisfacenti con il minore sforzo possibile, è necessario scegliere accuratamente i reagenti, e trovare le migliori condizioni sperimentali.
Se è disponibile in letteratura un metodo per sintetizzare uno degli intermedi di una sintesi, si preferisce utilizzarlo, piuttosto che ripartire da zero: tuttavia, la maggior parte degli intermedi sono composti mai sintetizzati prima, e per ottenerli vengono usati dei metodi sviluppati seguendo regole generali, che prendono il nome di metodologia.
Questi metodi devono dare rese alte ed essere disponibili per un gran numero di substrati. La ricerca sulla metodologia avviene solitamente in tre fasi: scoperta, ottimizzazione, e lo studio delle applicazioni e limitazioni. L'ottimizzazione riguarda lo studio di una reazione variando la temperatura, la durata della reazione, il solvente, ecc. fino alla scoperta delle condizioni ottimali per ottenere la massima resa e la massima purezza. Nel terzo stadio, il metodo viene studiato su un'ampia classe di substrati, per verificarne l'applicabilità e le limitazioni. Talvolta, per dimostrare il valore del nuovo metodo di sintesi con un'applicazione reale, viene condotta una sintesi totale.

## Sintesi asimmetrica
La maggior parte delle molecole organiche complesse esiste in natura come unico enantiomero. Tuttavia, con metodi chimici convenzionali è solitamente possibile ottenere soltanto miscele racemiche, ovvero miscele di due enantiomeri, che possono poi essere separati successivamente con diversi metodi.
Nella seconda metà del XX secolo, si sono andati sviluppando metodi di catalisi asimmetrica in modo da dirigere le reazioni verso un solo enantiomero, piuttosto che verso la miscela racemica. In questo modo, è diventato molto più semplice ed economico commercializzare enantiomeri di sintesi. Per lo sviluppo di questi metodi (come l'epossidazione di Sharpless, o l'idrogenazione asimmetrica), William S. Knowles, Ryōji Noyori e K. Barry Sharpless hanno diviso il premio Nobel per la chimica nel 2001.

## Progettazione della sintesi
Elias James Corey ha contribuito al campo della sintesi organica con un approccio formale, chiamato analisi retrosintetica (per la quale ha ricevuto il premio Nobel per la chimica nel 1990). In questo approccio, la sintesi è progettata al contrario, partendo dalla molecola obiettivo. Ogni passaggio della retrosintesi è legato al successivo usando le speciali frecce ({\displaystyle \Rightarrow \,}, che significa "che viene da").